# 드림시큐리티
주식회사 드림시큐리티(영어: Dream Security)는 대한민국의 정보 보안 산업 내 암호·인증·인식 기업이다.

## 같이 보기
- 다날
- 디지캡
- 코리아크레딧뷰로
- KG모빌리언스
- NHN KCP
- NICE평가정보
- 서울평가정보